# Stronie (Limanowa)
Pour les articles homonymes, voir Stronie.
Stronie est une localité polonaise de la gmina de Łukowica, située dans le powiat de Limanowa en voïvodie de Petite-Pologne.